# استیون آر. هارت
استیون آر.هارت (به انگلیسی: Stephen R. Hart) (زاده ۱۱ مارس ۱۹۵۸) بازیگر کانادایی است.
از فیلم‌های معروف او می‌توان به بازی در فیلم از بزرگ و قدرتمند اشاره کرد.